# Agdistis cathae
Agdistis cathae là một loài bướm đêm thuộc họ Pterophoridae. Nó được tìm thấy ở Yemen.